# Stains
Stains è un comune francese di 34 170 abitanti situato nel dipartimento della Senna-Saint-Denis nella regione dell'Île-de-France.

## Società

### Evoluzione demografica
Abitanti censiti

## Amministrazione

### Gemellaggi
- Saalfeld, dal 1964
- Cheshunt, dal 1965
- Al Amari, dal 1999
- Luco dei Marsi, dal 2000
- Menguémé, dal 2000
- Figuig, dal 2002